# Trafność kryterialna
Trafność kryterialna – określa w jakim stopniu wyniki testu psychologicznego są powiązane z jakimś zewnętrznym kryterium (zmienną nie mierzoną bezpośrednio przez test). Na kryterium powinno się wybierać zachowanie/właściwość, o której chcemy wnioskować na podstawie wyników danego testu, a które nie jest bezpośrednio mierzone testem i dotyczy innej zmiennej niż ta, do której pomiaru skonstruowano test. Kryterium powinno dawać rzetelne wyniki i być adekwatne z punktu widzenia tego, co mierzy dany test.
Trafność kryterialna jest wyrażana w postaci współczynnika korelacji między wynikiem testu a wartością zmiennej kryterialnej mierzonej innym narzędzie w tej samej grupie osób badanych.
Wyróżniamy dwa rodzaje trafności kryterialnej:
- diagnostyczna – dotyczy pomiaru cechy aktualnie występującej u osoby badanej
- prognostyczna – dotyczy przewidywania przyszłego zachowania u osób badanych